# Мори, Такэси
Такэси Мори (яп. 森 赳; 25 апреля 1894 — 15 августа 1945) — генерал-лейтенант Императорской армии Японии, командир 1-й дивизии императорской гвардии в последние годы Второй мировой войны. Был убит майором Кэндзи Хатанакой во время попытки военного переворота в ночь с 14 на 15 августа 1945 года.

## Биография
Родился в префектуре Коти. Окончил в 1916 году Военную академию Императорской армии Японии (28-й выпуск) как кавалерист. Исполнял ряд административных обязанностей при Генеральном штабе Императорской армии Японии, а позже вернулся на учёбу, но уже в Высшую военную академию Императорской армии Японии, которую окончил в 1927 году (39-й выпуск). Командовал 13-м кавалерийским полком, после чего вернулся в Генеральный штаб. Мори был преподавателем Высшей военной академии в 1935—1937 годах и 1938—1941 годах. Произведён в 1941 году в генерал-майоры. В 1937—1938 годах был офицером штаба 1-й армии, воевавшей в Китае. В 1941 году назначен вице-начальником штаба 6-й армии в Маньчжоу-го, начальник штаба с 1942 года. В 1943—1944 годах — заместитель руководителя кэмпэйтай, в 1944—1945 годах — начальник штаба 19-й армии. В 1945 году произведён в генерал-лейтенанты, с 7 апреля командовал 1-й гвардейской императорской дивизией, которое отвечало за обеспечение безопасности семьи японского императора.
В ночь с 14 на 15 августа 1945 года, уже после того, как имперский генеральный штаб подготовил общий приказ всем вооружённым силам от имени императора Хирохито немедленно прекратить военные действия, сложить оружия и сдаться на милость победителям, группа японских милитаристов предприняла попытку заблокировать это решение. Около полуночи к Мори подошли майор Кэндзи Хатанака, подполковники Дзиро Сиидзаки и Масатака Ида, требуя от него примкнуть к перевороту. Мори, посовещавшись с мужем своей сестры, подполковником Митинори Сираиси, в итоге отказался помогать заговорщикам, за что был застрелен Хатанакой, опасавшимся, что Мори прикажет дивизии схватить заговорщиков. Сираиси, пытавшийся спасти Мори от меча капитана Сигетаро Уэхары, также погиб. Позже Хатанака использовал официальную печать Мори, чтобы подготовить фальшивый набор указов для повышения численности охраны Императорского дворца и своих сторонников.